# إسكاترون
بلدية إسكاترون (بالإسبانية: Escatrón) هي بلدية تقع في مقاطعة سرقسطة التابعة لمنطقة أراغون شمال شرق إسبانيا.

## الديموغرافيا
بلغ عدد سكان بلدية إسكاترون 1.121 نسمة عام 2011 (وفقاً للمعهد الوطني الإسباني للإحصاء).
| 1.371 | 1.327 | 1.213 | 1.160 | 1.161 | 1.163 | 1.121 |